# Rede Serrana de Comunicações
Rede Serrana de Comunicações (mais conhecida pela sigla RSCOM ou Grupo RSCOM) é um conglomerado de mídia brasileiro com sede em Bento Gonçalves, RS. É composta por sete estações de rádio: seis no estado do Rio Grande do Sul, Brasil, e uma na cidade de Conegliano, Itália, além de dois portais na Internet.

## Empresas

### Radiodifusão
- Rádio Bento, 1070 kHz AM — Bento Gonçalves, Brasil
- Rádio Amizade, 89.1 MHz FM — Flores da Cunha, Brasil
- Rádio Conegliano, 90.6 MHz FM — Conegliano, Itália
- Jovem Pan FM Grande Porto Alegre, 90,7 MHz FM — Montenegro, Brasil
- Jovem Pan FM Serra Gaúcha, 92,5 MHz FM — Bento Gonçalves, Brasil
- Band FM Serra Gaucha, 106,1 MHz FM — Garibaldi, Brasil
- Viva FM, 94,5 MHz FM — Farroupilha, Brasil

### Internet
- Leouve
- Olá! Serra Gaúcha

### Antigas empresas
- Rádio Viva AM, 1070 kHz AM — Bento Gonçalves, Brasil
- Rádio Viva, 90,7 MHz FM — Montenegro, Brasil
- Rádio Viva, 89.1 MHz FM — Flores da Cunha, Brasil
- Rádio SP3 FM
- Rádio Viva News
- Rádio Bento AM
- Rádio PopShow
- Rádio SuperPop 3
- TV Oi
- TeVejo